# 劉基

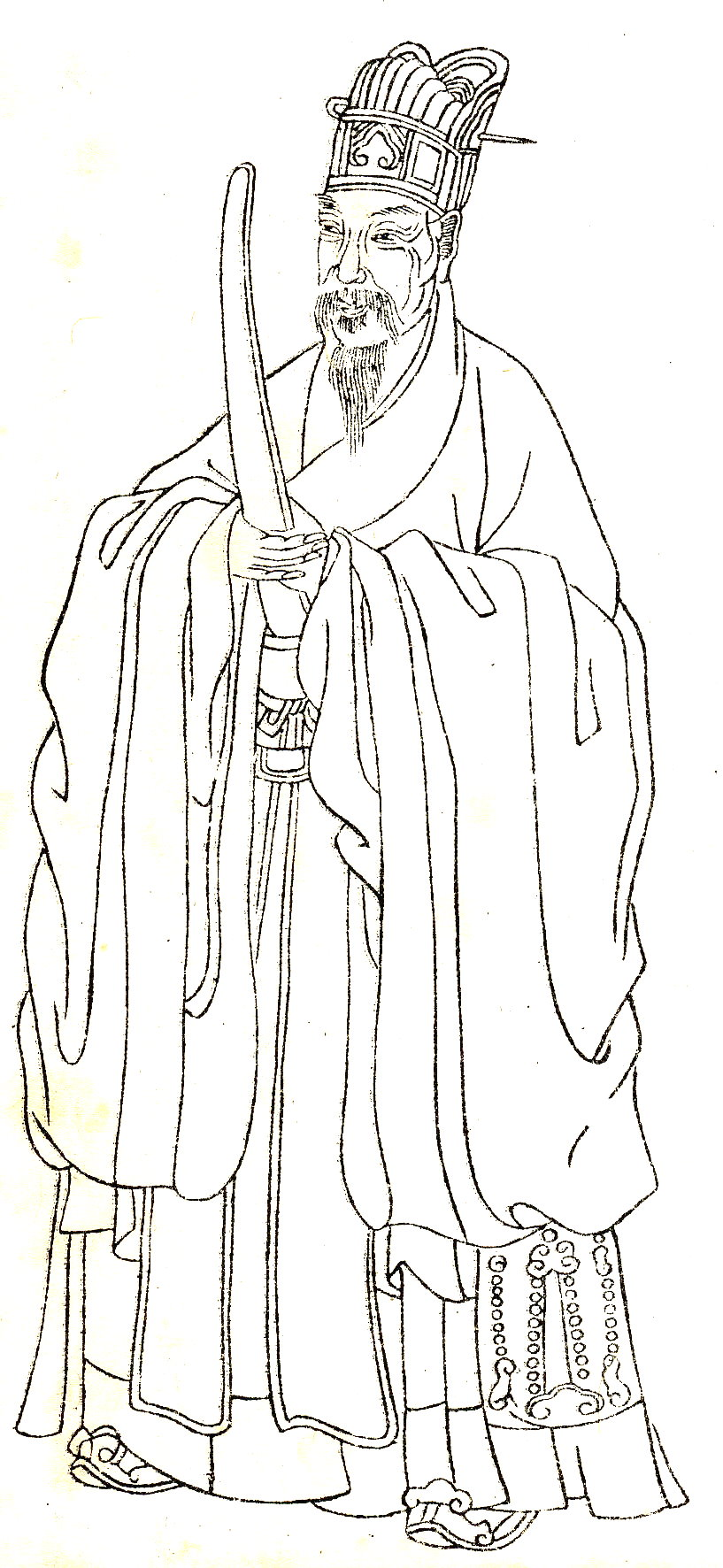
劉基

劉 基（りゅう き、至大4年6月15日（1311年7月1日） - 洪武8年4月16日（1375年5月16日））は、中国元末明初の軍人・政治家・詩人・軍師。字は伯温。諡は文成。浙江省処州路青田県南田の出身。出身地の青田県とよばれたことから劉青田とも称される。

## 人物
朱元璋に仕えて明を建国するに際し大きな功績を上げ、その後の明を安定させることに尽力した。また、宋濂と並んで当代随一の文筆家としても知られ、その著書として『郁離子』十巻、『覆瓿集』二十四巻、『写情集』四巻、『犁眉公集』五巻を後世に残す（ただし、この内『犁眉公集』五巻は、劉基没後、彼の長男の劉璉が父の残した草稿を集成し、名づけたものである）。中国では魔術師的な軍師として崇拝を受けており、三国時代の諸葛亮と並び称され、明初を舞台とする小説、戯曲等に登場することが多い。小説や戯曲ではもっぱら字で呼ばれるので、歴史上の人物であるにもかかわらず字を取った劉伯温の方が親しまれている。次男は劉璟。

## 略歴
元末の科挙に合格して進士となり、行省元帥府都事を務めたが、上司である処州守将の石抹宜孫（回鶻系契丹敵烈部出身、石抹也先の後裔）と衝突して辞任して故郷に隠棲した。南京を陥落させて呉国公となった朱元璋は当地の知識人たちを自らの幕下に招聘した。劉基は朱元璋の招聘に応じた知識人の一人であり、以後劉基は朱元璋の軍師として活躍する。
軍師としての劉基は紅巾軍の名目的な首領である韓林児に対して、「牧童に過ぎない。こんな者を奉じてどうなる！」と大喝したり、朱元璋が武昌の陳友諒を措いて、隆平府の張士誠を討とうとした時に諌めて、先に陳友諒を討つべきと進言したりしている。
これらの進言に対して朱元璋も劉基を厚く信頼し「我が子房（張良のこと）」と呼んでいた。
劉基は明が成立すると太史令から御史中丞となり、主に綱紀粛正に取り組んだ。しかしそのことで李善長・胡惟庸などの他の家臣からの恨みを買い、朱元璋の耳に劉基の讒言が入る。しかしその中でも劉基は公正であり続け、李善長が罪に問われた時に李善長をかばったりもしている。
その後も讒言は止まず、退官して故郷へ引退した。猜疑心の強かった朱元璋も劉基に対する讒言には「あいつが取って代わる気があるのなら、建国以前にその機会はいくらでもあった」として相手にしなかったが、それでも讒言が続いた。このため、劉基は朱元璋の疑いを避けるために南京に逗留した。そこで病にかかり、死亡。
劉基の死後、胡惟庸に対して劉基を毒殺したとの疑惑がかけられ、これをきっかけとして胡惟庸の獄と呼ばれる大粛清が始まる。

## 評価
中国においては劉基は朱元璋と並ぶかそれ以上の知名度を誇っており、李善長や徐達と言った他の朱元璋の功臣達とは比べ物にならない。これには明代の小説や講談に劉基が主役として取り上げられたことが要因としてあり、小説や講談に登場する劉基は予言者として描かれている。劉基によるとされている予言書の中で名高いものが『焼餅歌』（シャオピングー）である。
『焼餅歌』の伝説では、ある日、朱元璋が焼餅（シャオピン）を食べていた時に劉基が拝謁を求めて宮中を訪れた。朱元璋は食べかけの焼餅を碗に隠しておいてそれを劉基に占いで当てさせた。このときの劉基の答えは以下のように伝わっている。
半似日兮半似月。曾被金龍咬一缺。此食物也。

日のように丸く月のように欠けている。それは金龍が一口齧ったのです。それは食べ物です。
伝説では、この答えに驚いた朱元璋が劉基に懇願して明の将来をも占わせ、劉基はそれに対して暗喩に満ちた詩で占った結果を述べたとされる。そのため劉基が作ったとされる予言詩全体が『焼餅歌』と呼ばれている。『焼餅歌』の解釈本は多数あり、明の将来を越えて遥か未来まで占ったと解釈しているものも多い。それらの中には原子爆弾の発明まで予言したとするものさえある。
劉基自身は儒者であったにもかかわらず、魔術師的な軍師のイメージが増幅したため、占卜書の著者に仮託されたりした。劉基の人気は現代でも非常に高く、劉基を主役としたTVドラマ・ゲームなどが作られている。
西蜀の人士　趙天沢が江左の人物を論じた際に、筆頭として劉基を称え、諸葛孔明の同朋であると評した。
『三国志演義』の赤壁の戦いの火計の描写は劉基の進言により陳友諒を火計で破った（鄱陽湖の戦い）時の描写を羅貫中が参考にしたと言われており、また演義の中の諸葛亮の人物描写も劉基を元にしていると言われる。